# Pierre Huyssens

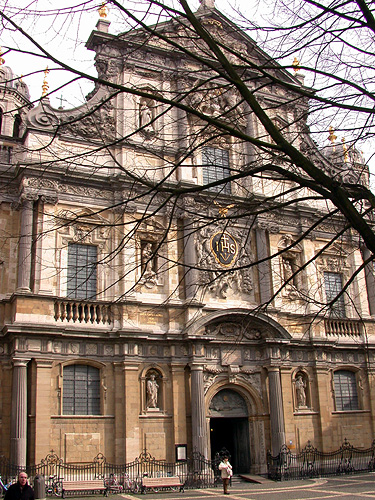
Iglesia de San Carlos Borromeo, en Amberes

Pierre Huyssens, nacido en Brujas (Bélgica) donde murió fue un jesuita, arquitecto de profesión y reconocido como el maestro del Barroco en los antiguos Países Bajos. Él era un maestro albañil cuando se unió a la Compañía de Jesús en 1597 (en Tournai). De albañil se convirtió en  arquitecto colaborando primero en la construcción de la  iglesia del colegio de Maestricht (1606).
Fue a Amberes en 1613, donde dibujó los planos para la iglesia de Saint-Ignace allí (hoy de San Carlos Borromeo) bajo la dirección de François d'Aguilon. A la muerte de este último (1617), Pierre Huyssens se convirtió en el director del proyecto y luego dio todo su potencial como 
el mejor arquitecto barroco de los Países Bajos españoles de la época. Colaborando con Pedro Pablo Rubens, que fue quien decoró la Iglesia de San Ignacio con sus famosas pinturas.
Después de pasar un año en Roma regresó a Bélgica en 1627 donde construyó la iglesia Saint-Francisco Xavier (ahora Sint-Walburgakerk) en Brujas. Murió en esta ciudad en 1637.
- Datos: Q729612
- Multimedia: Pieter Huyssens / Q729612